# OH!ぱにっくBOY
『OH!ぱにっくBOY』（オー!ぱにっくボーイ）は、さこう栄による日本の漫画作品。

## 概要
『なかよし』（講談社）において、1986年連載された。

## 書誌情報
さこう栄 『OH!ぱにっくBOY』 講談社〈講談社コミックスなかよし〉、全1巻
- 1巻、1986年10月6日発行、ISBN 4-06-178552-4
  - 「ふたりでリ・ボ・ン」「はあと暦カレンダー」が同時収録されている。